# Lockheed L-1011 TriStar
O Lockheed L-1011 Tristar, também conhecido como L-1011, é uma aeronave trimotora a jato de fuselagem larga, desenvolvido e fabricado nos Estados Unidos pela Lockheed, de 1968 a 1984.
Foi o terceiro avião a jato de passageiros de fuselagem larga a entrar em operação, após o Boeing 747 e o McDonnell Douglas DC-10, este último também com três motores.
Teve 250 exemplares fabricados, considerado um número baixo. Foi o último avião comercial fabricado pela Lockheed, que passou a se dedicar a aeronaves militares. Em 1994, a TAP Air Portugal o substituiu pelo Airbus A340.

## Design e desenvolvimento
Na década de 1960, a American Airlines procurou a Lockheed e a Douglas (posteriormente McDonnell Douglas) e informou que necessitava de um avião de carreira que fosse menor que o 747, mas ainda assim capaz de carregar um grande número de passageiros para locais longínquos, como Londres e a América Latina, a partir de hubs em Dallas e Nova Iorque. A Lockheed já havia abandonado o mercado de aviões comerciais desde o final da década de 1950 devido a problemas com o L-188 Electra, que havia sofrido uma série de acidentes no início das operações, causados por problemas de vibração nas asas. Entretanto, por ter enfrentado dificuldades com alguns projetos de aviões militares, a Lockheed demonstrou interesse em regressar ao mercado e o resultado disso foi o L-1011 TriStar. A aeronave foi originalmente concebida como um jumbo de dois motores, mas o projeto de um trijato foi escolhido por dar ao avião uma aceleração suficiente para decolar na maioria das pistas.
O design do L-1011 se caracteriza por dois corredores internos com um total máximo de 400 passageiros e três motores, que foram projetados para diminuir o ruído. Na década de 1970, a Eastern Airlines apelidou o L-1011 de "The Whisperliner", devido ao baixo nível de ruído dentro da cabine de passageiros. Além disso, o TriStar apresentava melhorias de segurança e eficiência operacional. A principal diferença visível entre o L-1011 e o Douglas DC-10 é o motor, que fica na cauda da aeronave. O motor do DC-10 é montado sobre a fuselagem para dar mais potência, enquanto o motor do L-1011 é montado na fuselagem da cauda através de um duto no formato de um "S" (similar a do Boeing 727), a fim de melhorar o nível de silêncio e de estabilidade. Outra diferença foi a adoção do motor Rolls-Royce RB211, que tornou o TriStar mais eficiente.
Embora tenha demonstrado um considerável interesse pelo avião, a American Airlines optou pelo Douglas DC-10. Sem o apoio da American Airlines, o TriStar foi lançado com pedidos da TWA e da Eastern Air Lines. Embora o cronograma de desenho do Tristar tenha sido seguido de perto pelo concorrente DC-10, a Douglas entrou no mercado um ano antes da Lockheed devido a atrasos no desenvolvimento motor Rolls Royce. Em fevereiro de 1971, devido os custos elevados de desenvolvimento do RB211, a Rolls-Royce entrou em concordata. Isso levou a Lockheed a cessar a produção do L-1011, pois era tarde para substituir o fornecedor pela General Electric ou Pratt & Whitney.
O governo britânico concordou em aprovar um grande subsídio estatal para reiniciar as operações da Rolls-Royce na condição de o governo americano garantir os empréstimos bancários necessários para completar o projeto do Lockheed L-1011. Apesar de reticente, o governo americano concedeu as garantias de empréstimos para a Rolls-Royce. Até a conclusão do projeto RB211, a Rolls-Royce permaneceu como uma empresa estatal.
O protótipo do L-093 (código de projeto do L-1011 TriStar) realizou seu primeiro voo em 17 de Novembro de 1970. A tripulação para aquele voo foi composta por H. B. Dess (piloto), Ralph C. Cokely (co-piloto), e G. E. Fisher (engenheiro de desenvolvimento). O L-1011 foi certificado em 14 de abril de 1972 e o primeiro avião de carreira foi entregue à Eastern Airlines em 26 de abril de 1972 pelo famoso piloto de testes Tony LeVier.

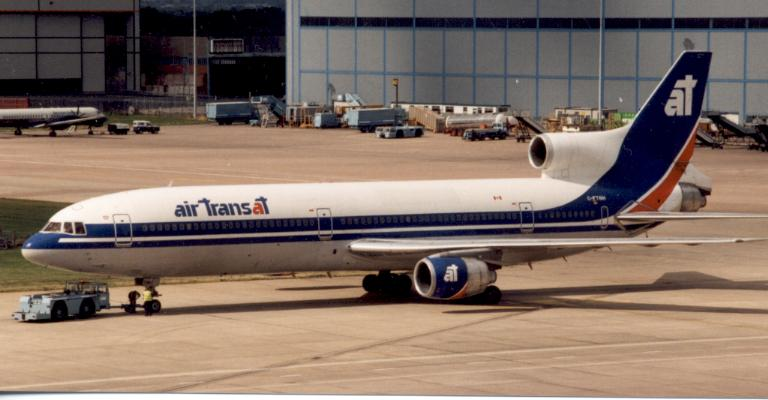
L-1011-150 TriStar da Air Transat (Canada) em 1995.

O L-1011 foi o primeiro widebody a receber a certificação da FAA pelo seu sistema de autolanding do tipo Cat-IIIc, que permitia que o trijato pousasse com segurança mesmo sem nenhuma visibilidade. O L-1011 também tinha um sistema DLC, que permitia que o avião fizesse aproximações mais suaves durante a aterrissagem. O DLC (Direct Lift Control) ajuda a manter o ângulo de descida por ter implantado um spoiler que vai descendo gradualmente sob as asas. Assim, ao invés de manter uma descida pelo ajuste do pitch, o DLC ajuda a controlar a manobra ao manter um ângulo de inclinação mais consistente, usando quatro sistemas hidráulicos redundantes. A produção também utilizava-se de uma "autoclave" singular que mantinha os painéis da fuselagem juntos. Isso fez com que o L-1011 se tornasse um avião extremamente resistente à corrosão. O Lockheed L-1011 TriStar foi um dos primeiros aviões a possuírem um sistema de aproximação baseado em computadores de voo, que possibilitavam a economia de combustível pela atuação automática de superfícies móveis, com um sistema analógico de fly-by-wire, que deu origem aos sistemas modernos atuais. 
A Lockheed subornou os membros do governo japonês para que subsidiassem as compras do L-1011 da All Nippon Airways (ANA). Isso resultou num escândalo que levou o primeiro-ministro Kakuei Tanaka à prisão. Dentro da Lockheed, o presidente da empresa Carl Kotchian e o vice-presidente e presidente do conselho diretor Daniel Haughton se viram forçados a pedir demissão, o que aconteceu em 13 de fevereiro de 1976. Tanaka foi julgado e considerado culpado por violar as leis de controle cambial, mas não foi acusado por suborno, considerada uma acusação legal ainda mais grave.

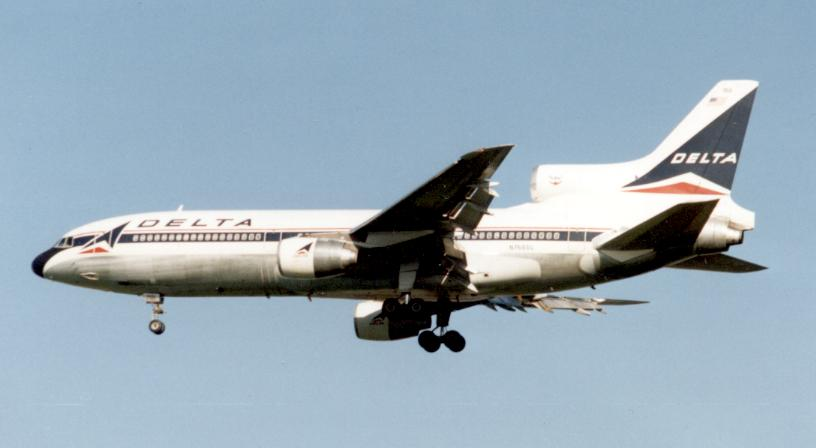
L-1011-500 TriStar da Delta Air Lines.

O TriStar, produzido nas instalações da Lockheed em Burbank e em Palmdale, na Califórnia, enfrentou uma competição acirrada com o Boeing 747 e, mais diretamente, com o DC-10, com o qual ele é diretamente confundido.
A Lockheed precisava vender 500 aviões para zerar seu déficit operacional, mas em 1981, a empresa anunciou que iria encerrar a produção do L-1011 ao entregar o avião de número 250, em 1984. A impossibilidade da Lockheed em atingir rentabilidade levou a empresa a se retirar dos negócios de aviação civil.

## Histórico operacional
O L-1011 utilizava-se de um INS (Sistema de Navegação Inercial) para operar suas necessidades de navegação. Isso incluía alinhar o sistema de navegação através das coordenadas atuais de altitude e longitude. O INS armazenava apenas nove waypoints em sua memória.[carece de fontes?]

### Aviação civil

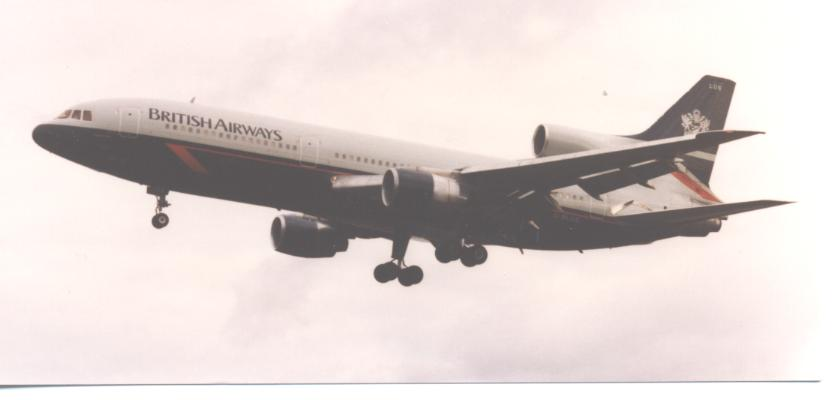
L-1011-500 TriStar da British Airways em 1986.

Delta Air Lines foi a empresa que operou o maior número de L-1011 TriStars. A Cathay Pacific eventualmente se tornou a maior empresa não americana desta aeronave após adquirir  muitos dos aviões da Eastern Air Lines após a falência da companhia, operando assim, um total de 21 aeronaves.
A maioria das grandes operadoras do L-1011 já os retirou de suas respectivas frotas. A Cathay Pacific retirou seus L-1011 da frota em outubro de 1996, com a chegada dos Airbus A330-300. A TWA retirou seu último L-1011 em 1997. Em 2001, a Delta os substituiu pelos Boeing 767-400ER.

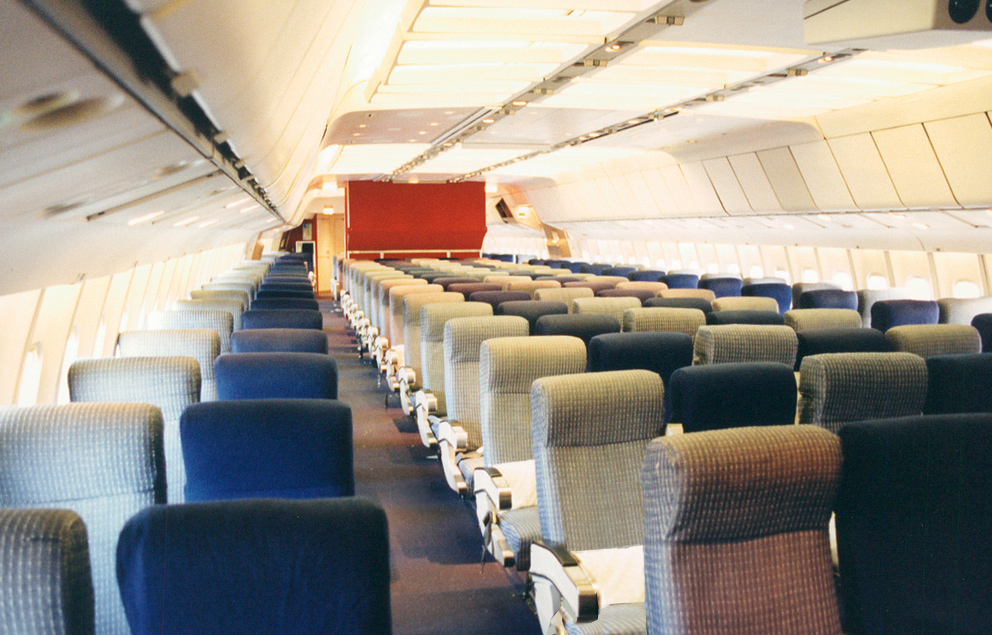
interior de um L-1011 Tristar na configuração 2-5-2.

O L-1011 TriStar ainda é utilizado por pequenas empresas em início de carreira, principalmente na África e na Ásia. Tais empresas utilizam-no em negócios de voos charter e wet leasing. A frota da ATA Airlines (anteriormente conhecida como American Trans Air) incluía aproximadamente 19 TriStars, mas devido a dificuldades financeiras a companhia reduziu sua frota de TriStars para apenas três até o encerramento das atividades da companhia, em abril de 2008.
Os dois L-1011 que foram entregues à PSA foram configurados com uma porta de entrada localizada na cauda do avião. Esse recurso foi empregado a fim de que passageiros pudessem embarcar em aeroportos da América Latina, que não tinham portões de embarque do tipo finger. Estas duas aeronaves foram posteriormente operadas pela Aeroperú e pela Worldways Canadá.

### Aviação aeroespacial

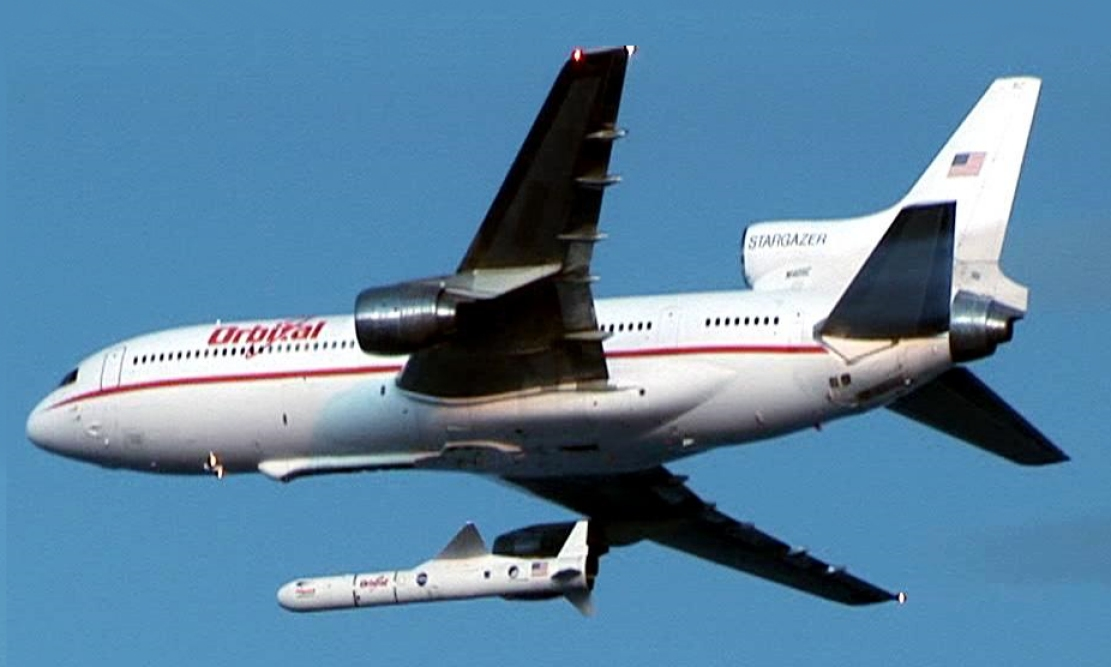
Orbital Sciences L-1011-100 "Stargazer" lança o foguete Pegasus.

No começo da década de 1990, a Orbital Sciences começou a usar uma versão adaptada do L-1011-500, chamada de ‘’Stargazer’’ para lançar os foguetes Pegasus na órbita da Terra. Esta aeronave também foi usada para auxiliary os programas espaciais do X-34 e X-43. A NASA realizou pesquisas em aerodinâmica no L-1011 da Orbital Science em 1995.

### Aviação militar
O TriStar também foi utilizado como aeronave de reabastecimento e também como aeronave do tipo passageiros e carga. A Royal Air Force possui nove aeronaves de quatro variantes. As aeronaves são L-1011-500 que anteriormente pertenceram à British Airways e Pan Am. Todas as aeronaves servem o Esquadrão 216 e estão na base de RAF Brize Norton. Os TriStar permanecerão em serviço com a RAF até o final da década de 2000, quando eles serão substituídos pelos Airbus A330 MRTT do Programa de Aviões-Tanque do Futuro (Future Strategic Tanker Aircraft - FSTA).

## Variantes

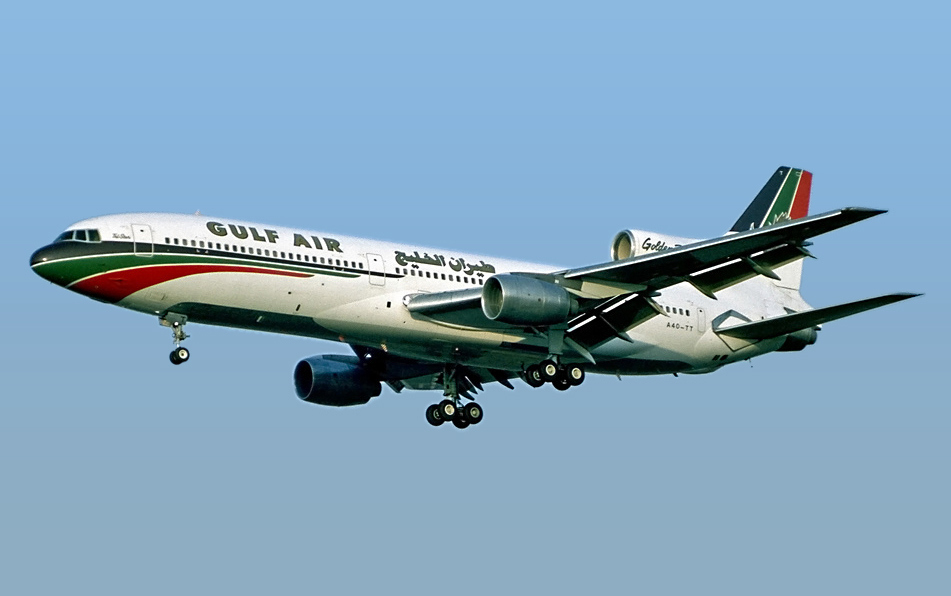
L-1011-200 da Gulf Air.

### L-1011-1
Primeiro modelo, entrou em operação em 5 de abril de 1972 pela Eastern Air Lines produzido para voos de curto e médio alcance, foram produzidas 160 aeronaves, sua produção terminou em 1983.

### L-1011-50
Mesma versão do L-1011-1 só que com um motor que proporcionava um peso máximo de decolagem maior (200 000 kg).

### L-1011-100
Segundo modelo, entrou em operação em 1975, tinha um tanque central de combustível maior, o que garantia uma autonomia de mais 1 500 km.

### L-1011-150
Uma outra variante do L-1011-1, com peso de decolagem maior (210 000 kg).

### L-1011-200
Mesmo modelo do L-1011-100 com peso máximo de decolagem maior (211 000 kg).

### L-1011-250
Um grande upgrade com tanques de combustíveis maiores que os anteriores e maior peso máximo de decolagem.

### L-1011-500
Última variante produzida, era 4,3 m menor que as anteriores e com peso maior de decolagem.